# 福山东站
福山东站，原为福山站，位于中华人民共和国山东省烟台市福山区门楼街道楚塘村，是蓝烟铁路上的一座车站，建于1955年，目前不办理客运业务。
2024年7月26日，国铁集团发布《国铁集团关于公布新建潍坊至烟台铁路等有关名称的通知》，既有蓝烟线福山站将更名为福山东站，8月28日正式完成更名工作。

## 車站周邊
- 富丽新城
- 斗余社区
- 贾家疃村

### 公交接驳
斗余：310路巨甲区间、中贾庄区间